# Wintersberg (Wunsiedel)
Wintersberg ist ein Gemeindeteil der Kreisstadt Wunsiedel im Landkreis Wunsiedel im Fichtelgebirge (Oberfranken, Bayern). Der Weiler liegt 3,5 Kilometer östlich der Kernstadt. Im Jahr 2000 lebten in Wintersberg 18 Personen.

## Geschichte
Der Ort wurde urkundlich erstmals 1421/22 genannt, als die ansässigen Bauern an den markgräflichen Amtmann in Hohenberg als Zins jährlich Eier abführen mussten. 1818 kam der Ort zur damaligen Gemeinde Holenbrunn.

## Baudenkmäler
In der Liste der Baudenkmäler in Wunsiedel sind für Wintersberg zwei Baudenkmäler aufgeführt.